# Cape Howe
Cape Howe är en udde i Australien. Den ligger i delstaten Victoria, omkring 440 kilometer öster om delstatshuvudstaden Melbourne.
Trakten är glest befolkad. Det finns inga samhällen i närheten. Genomsnittlig årsnederbörd är 1 167 millimeter. Den regnigaste månaden är juni, med i genomsnitt 214 mm nederbörd, och den torraste är juli, med 23 mm nederbörd.